# Tscharysch
Der Tscharysch (russisch Чары́ш) ist ein 547 km langer linker Nebenfluss des Ob im Altai und dessen Vorland in Südwestsibirien (Russland).

## Verlauf
Der Tscharysch entspringt in etwa 1450 m an einem östlichen Nebenkamm des hier gut 2000 m hohen Korgon-Kamms im Westteil des Russischen Altai. Er fließt zunächst in nördlicher, dann in nordwestlicher bis westlicher Richtung zwischen den sich allmählich abflachenden und Mittelgebirgscharakter annehmenden Kämmen Korgon und Baschtschelak durch den Nordwestteil des Altai. Schon bald verlässt er auf diesem Abschnitt die Republik Altai und erreicht die nördlich anschließende Region Altai.
Hier tritt der Fluss in etwa 400 m Höhe in das Altaivorland ein und wendet sich in einem weiten Bogen in nordöstliche bis östliche Richtung. Dabei nähert sich der Tscharysch dem nördlicher verlaufenden Alei stellenweise auf knapp 20 Kilometer. Er durchfließt die in diesem gebirgsnahen Bereich hügelige Steppenlandschaft im Unterlauf stark mäandrierend, bis er schließlich zwischen dem Dorf Ust-Tscharysch und dem Rajonverwaltungszentrum Ust-Tscharyschskaja Pristan in den Ob mündet. An dieser Stelle wendet sich der Ob aus seiner westlichen Fließrichtung seit Entstehung aus Bija und Katun bei Bijsk scharf nach Norden.
Die wichtigsten Nebenflüsse des Tscharysch sind von rechts Baschtschelak und Maralicha sowie von links Kumir, Korgon, Inja, Belaja und Loktewka.
Am Tscharysch gibt es keine Städte; an seinen Ufern liegen jedoch die größeren Siedlungen und Rajonverwaltungszentren Ust-Kan der Republik Altai sowie Tscharyschskoje, Krasnoschtschokowo und Ust-Kalmanka der Region Altai.

## Hydrografie
Das Einzugsgebiet des Tscharysch umfasst 22.200 km².
Die mittlere jährliche Abflussmenge beträgt knapp 100 Kilometer oberhalb der Mündung 186 m³/s bei einem monatlichen Minimum von 30,0 m³/s im Februar und einem Maximum von 592 m³/s im Mai.
Oberhalb der Mündung ist der Tscharysch bis zu 200 Meter breit und über zwei bis drei Meter tief; seine Fließgeschwindigkeit beträgt hier 0,5 m/s.
Der Tscharysch gefriert im Unterlauf von Ende Oktober/November, im Oberlauf von Dezember bis Ende März/April.

## Wirtschaft, Infrastruktur und Nutzung
Der Unterlauf des Tscharysch ist schiffbar. Als Binnenwasserstraße gelten die 80 km von Ust-Kalmanka bis zur Mündung; für kleinere Fahrzeuge sind weitere etwa 100 km ab dem Dorf Beloglasowo befahrbar. Im intensiv landwirtschaftlich genutzten Altaivorland wird das Wasser des Tscharysch zur Bewässerung genutzt.
Im gesamten Verlauf, auch im Bereich des ansonsten dünn besiedelten Hochgebirgsteils des Altai, liegt an den Flussufern eine Reihe von Ortschaften. Daher  ist das durchflossene Gebiet relativ gut durch Straßen erschlossen, wenn auch insbesondere im Ober- und Mittellauf durch unbefestigte. Die Straßen Aleisk–Ust-Kalmanka–Tscharyschskoje–Sentelek, Ust-Kalmanka–Krasnoschtschokowo–Kurja und Schipunowo–Berjosowka kreuzen den Fluss mehrfach. Der Oberlauf wird durch die von der Fernstraße M52 („Tschujatrakt“) abzweigende Regionalstraße R373 Tuekta–Ust-Koksa–Tjungur erschlossen, die den Tscharysch bei Ust-Kan erreicht.
Nicht zuletzt wegen der relativ günstigen Verkehrsanbindung auch des Oberlaufes sind der Tscharysch und einige seiner Nebenflüsse beliebtes Ziel für Wassersportler und -touristen. Die linken Nebenflüsse Kumir und Korgon gelten für die Befahrung mit dem Kanu als schwierigste Flüsse des westlichen Altai und der Region Altai und sind in die zweithöchste russische Kategorie 4 eingestuft, der Tscharysch selbst in Kategorie 2, als kombinierte Tour mit beiden Nebenflüsse Kategorie 5.

## Abflusspegel
Folgende Abflusspegel (in Abflussrichtung) befinden sich am Tscharysch:
- Tscharysch am Pegel Ust-Kumir – hydrographische Daten bei R-ArcticNET  (km 468, 1936–2000)
- Tscharysch am Pegel Tscharyschskoje – hydrographische Daten bei R-ArcticNET  (km 392, 1959–2000)
- Tscharysch am Pegel Karpow-2 – hydrographische Daten bei R-ArcticNET  (km 284, 1956–1973)
- Tscharysch am Pegel Beloglasowo – hydrographische Daten bei R-ArcticNET  (km 181, 1964–2000)
- Tscharysch am Pegel Ust-Kamuschenka – hydrographische Daten bei R-ArcticNET  (km 96, 1972–2000)
- Tscharysch am Pegel Ust-Kalmanka – hydrographische Daten bei R-ArcticNET  (km 82, 1948–2000)